# Good Charlotte (album)
Albums de Good Charlotte
GC EP
(2000) The Young and the Hopeless
(2002)
Good Charlotte est le premier album du groupe Good Charlotte, sorti le 26 septembre 2000, chez Epic Records. Le disque, accueilli favorablement, aborde des thèmes adolescents.

## Liste des titres
1. Little Things - 3:23
2. Waldorf Worldwide - 3:21
3. The Motivation Proclamation - 3:36
4. East Coast Anthem - 2:27
5. Festival Song - 3:00
6. Complicated - 2:49
7. Seasons - 3:15
8. I Don't Wanna Stop - 2:41
9. I Heard You - 2:43
10. The Click - 3:33
11. Walk By - 2:42
12. Let Me Go - 3:01
13. Screamer - 3:36
14. Change - 4:42

- Thank You Mom - 3:56 Piste cachée, 1:02 après la fin de Change (Les deux ensembles durent donc 8:36).

## Musiciens
- Joel Madden : chant (lead)
- Benji Madden : guitare, chant (add.)
- Billy Martin : guitare
- Paul Thomas : basse
- Aaron Escolopio : batterie

## Anecdotes
1. Aucun des membres du groupe n'utilise son nom de famille pour les crédits de l'album. En effet, Benji et Joel n'avaient pas encore changé le nom de famille de leur père (Combs) pour celui de leur mère (Madden), et ils ne voulaient pas être reconnus comme Benji et Joel Combs. Les autres membres du groupe ont fait de même.
2. La version de "The Click" sur le re-album sorti est le deuxième enregistrement de la chanson. "The Click» a été enregistré à l'origine pour le single «Little Things» en tant que B-side. La version antérieure est beaucoup plus grave et sonne comme un enregistrement de club, ou tout simplement mal mélangés. La deuxième version est beaucoup mieux mitigés.
3. C'est le seul album de Good Charlotte avec les cinq membres fondateurs.
4. C'est le seul album de Good Charlotte à ne pas avoir une piste intro.
5. La chanson "Little Things" est présente dans le film "Eh Mec ! Elle Est Où Ma Caisse ?", sorti en 2000[2].